# نصب الجندي المجهول (سوريا)
نصب الجندي المجهول في دمشق وهو صرح حضاري يعبر عن الجنود الذين استشهدوا في الحروب ولم يبقى لهم أثر .

## اقسامه
يتألف الصرح من قسمين:
قسم ظاهر وهو القبة والقوس وقسم غير ظاهر (سفلي) مؤلف من دورين دور خاص بمتحف الصرح ودور يحتوي خمس لوحات فنية مجسمة (ديوراما) تمثل بعض المعارك الحاسمة في التاريخ العربي

## اللوحات
- معركة اليرموك التي قادها خالد بن الوليد .
- معركة حطين التي قادها صلاح الدين الأيوبي .
- معركة ميسلون التي قادها يوسف العظمة .
- معركة مرصد جبل الشيخ أثناء حرب تشرين التحريرية التي قادها الرئيس حافظ الأسد.
- معركة السلطان يعقوب التي خاضها الجيش السوري في لبنان .[1]

## الوصف الهندسي للصرح
يتألف الصرح بقسمه الظاهر من قبة مجردة والتي تبدو وكأنها معلقة في الهواء وقوس محدب على القبة وهو على شكل فتحة قوسية من باطنه . ارتفاع القوس 37.2م وعرض قاعدته السفلية 37.6م والعليا 30.8م وهو مفرغ من الداخل.
أما القبة فترتفع عن الأرض 5.28م يحملها مسندان جانبيان ويبلغ قطرها /20/م وعليها من الخارج سوار من الفسيفساء بلون أحضر بعرض 2 م كتب عليه بالفسيفساء الزجاجي الذهبي الآية (بسم الله الرحمن الرحيم ولا تحسبن الذين قتلوا في سبيل الله أمواتاً بل أحياء عند ربهم يرزقون) وأمام الصرح تتوضع الشعلة المصنوعة من النحاس بقطر مترين وبارتفاع 0.7م ويحيط بها إطار من الرخام كتب عليه (هنا يرقد مقاتل استشهد من أجل سوريا والعروبة) .